# We leven ervan!
We leven ervan! is een single waarop de stem van Sandra Reemer te horen is. Het was een plaatje met een vijftal liedjes van Hans Peters jr. gezongen door Reemer met op de achtergrond een kinderkoor onder leiding van Lidy Peters. De orkestbegeleiding werd verzorgd door een orkest onder leiding van Harry Bannink (Pieter de Pottenbakker) en Ferry Wienneke (de andere).
Het plaatje werd opgenomen voor de Nederlandse Onderwijs Televisie. Onduidelijk is of het ooit commercieel is uitgegeven. Thema is de natuur.
Liedjes:
- A1: We leven ervan!
- A2: Wat een water
- A3: Lucht
- B1: De bolle bakker
- B2: Pieter de pottenbakker